# 詹姆斯·蒂尔
詹姆斯·埃德加·蒂尔（英語：James Edgar Till，1931年8月25日—2025年5月18日），加拿大生物物理学家、干细胞和癌症研究人员、多伦多大学前教授。

## 生平
詹姆斯·蒂尔出生于萨斯喀彻温省明斯特，蒂尔率先研究了各种哺乳动物组织的放射敏感性，包括骨髓。他与欧内斯特·麦卡洛克共同发表了关于造血干细胞的基本生物生理学和病理生理学的论文。从1980年开始转向癌症研究。1969年获盖尔德纳国际奖，2005年获拉斯克基础医学研究奖。